# Serrement
Dans le bassin minier du Nord-Pas-de-Calais, le serrement est l’opération qui consiste à rendre inaccessible un puits de mine. Pour les plus vieux puits, seuls les premiers mètres étaient en général remblayés. Après la nationalisation des houillères, les puits étaient en général entièrement remblayés et munis d'une dalle en béton munie d'un regard sur laquelle une plaque en acier inoxydable indique le nom du puits, sa période d'activité, la zone inconstructible et la date de serrement. Le puits est souvent équipé d'un sondage de décompression, ou exutoire à grisou.

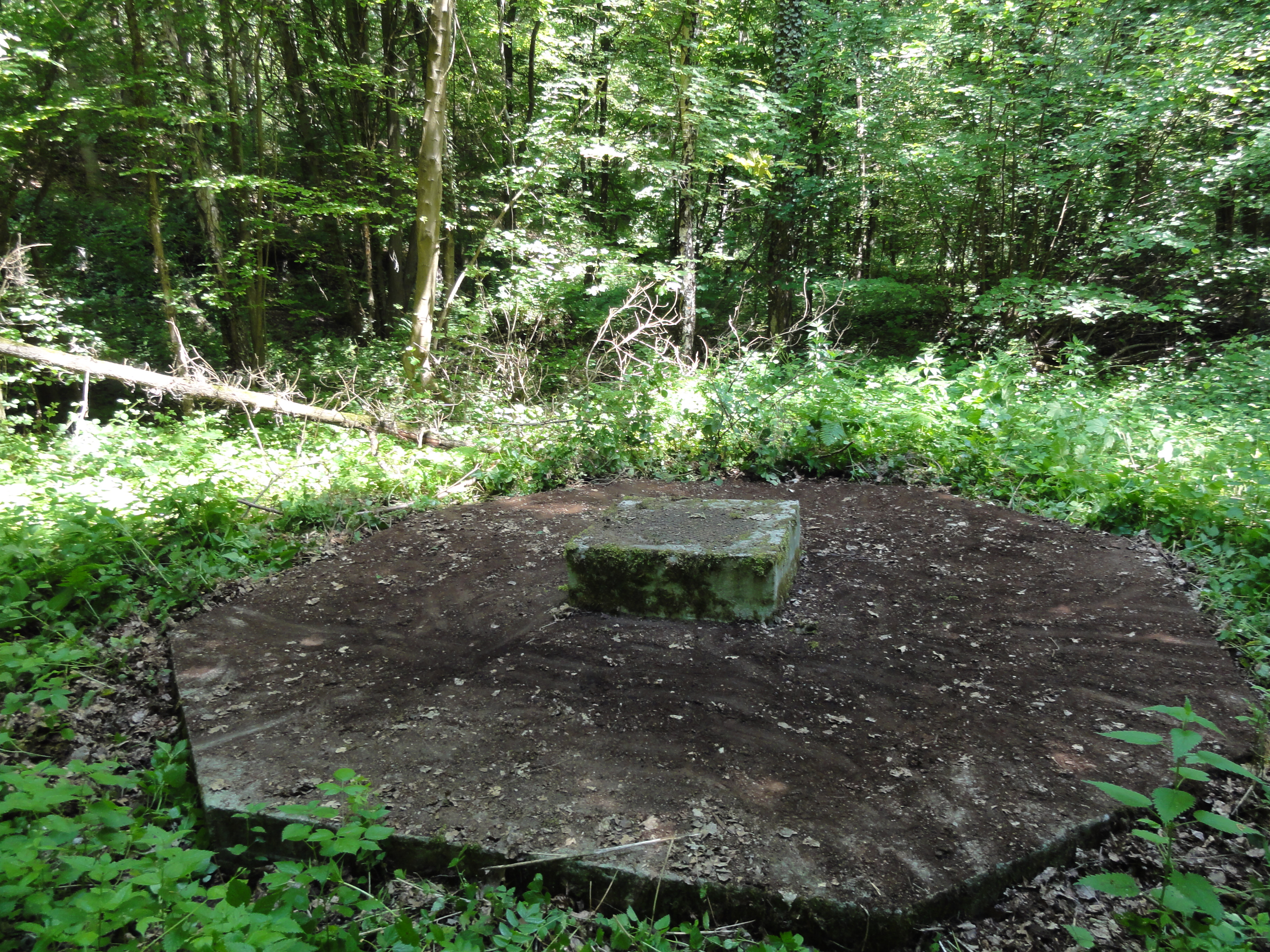
Exemple d'une dalle octogonale à la Fosse n° 4 des mines de Vicoigne.
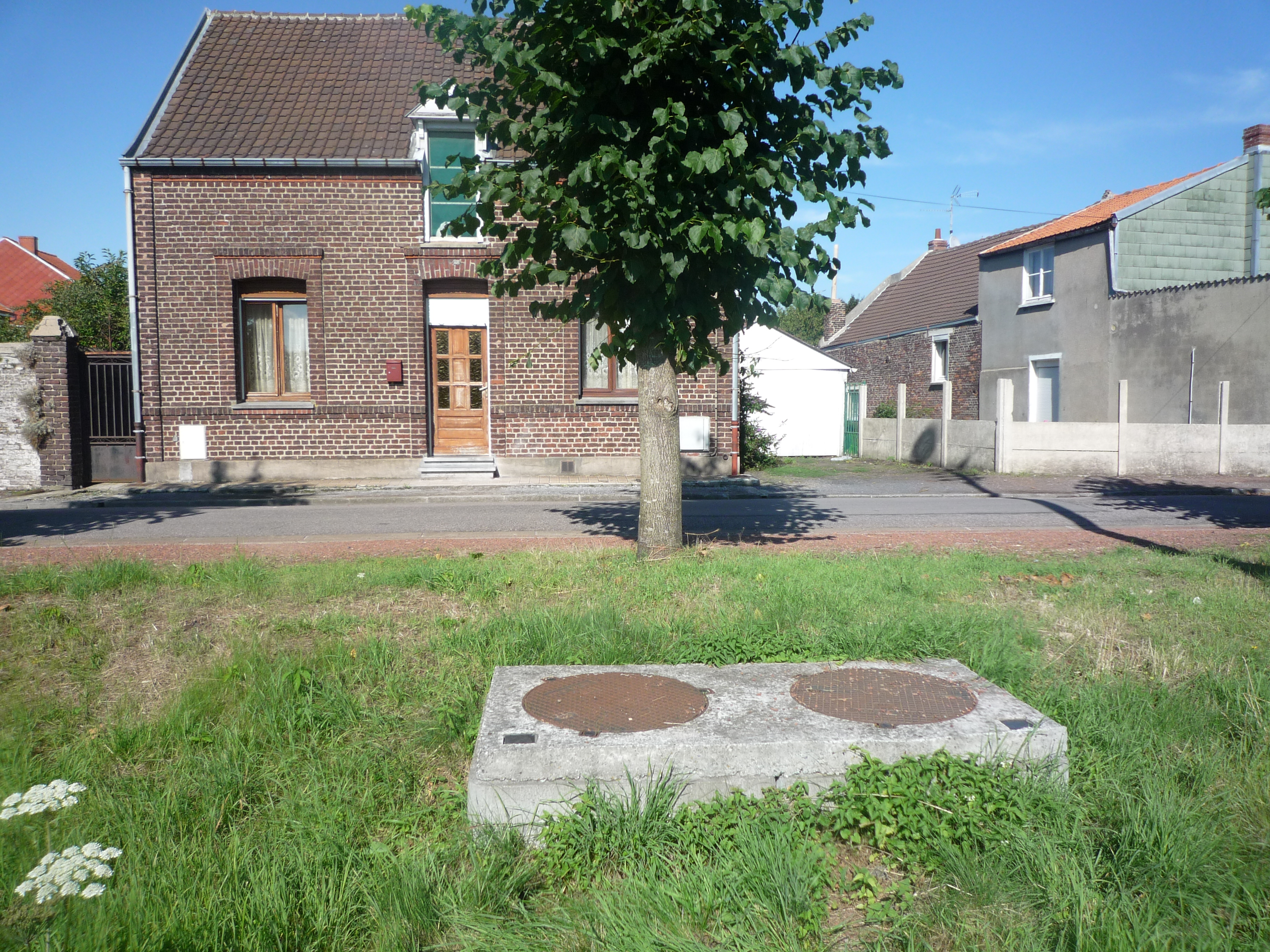
Double regard sur la fosse Routard.
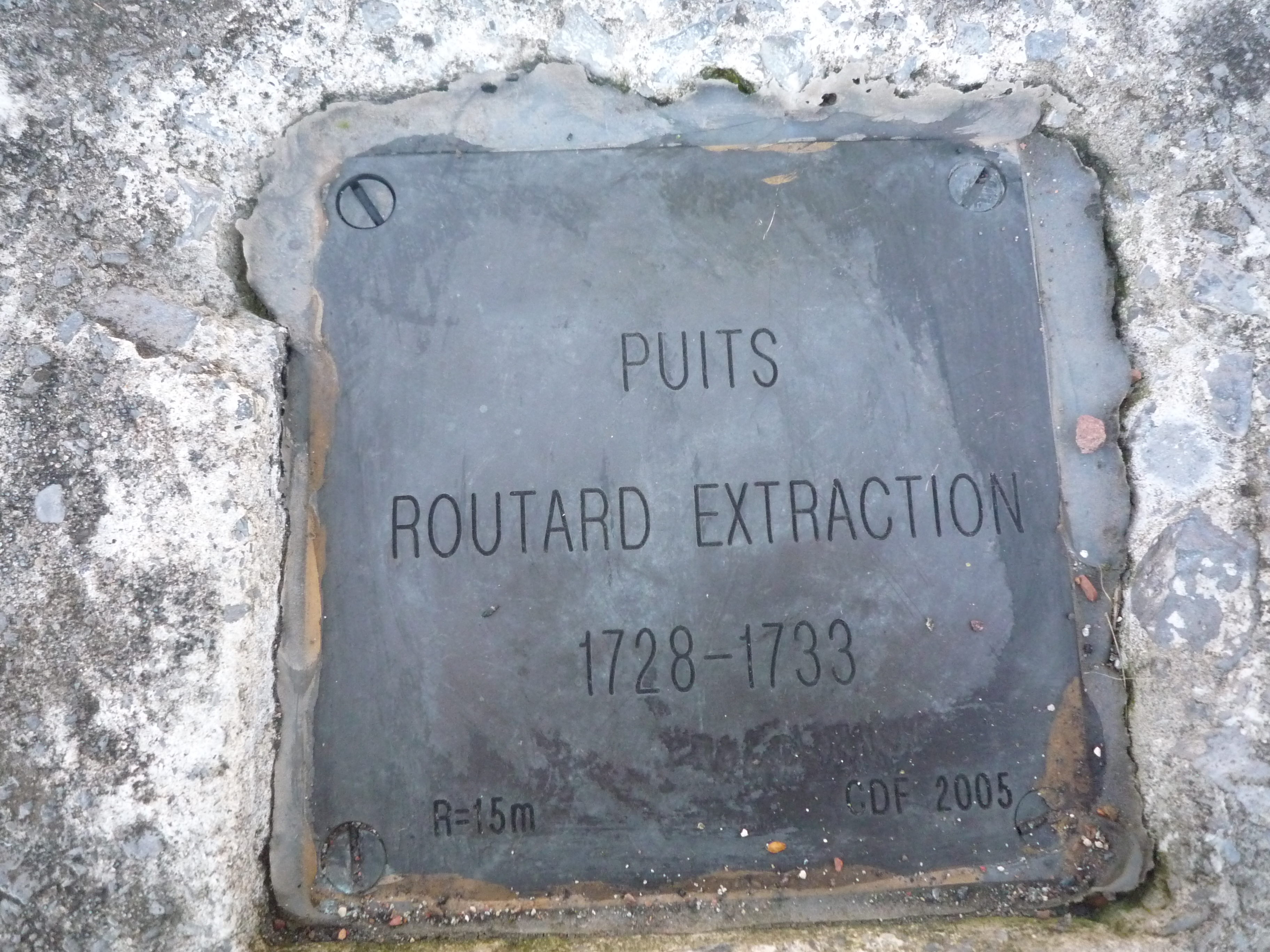
Détail de la plaque.
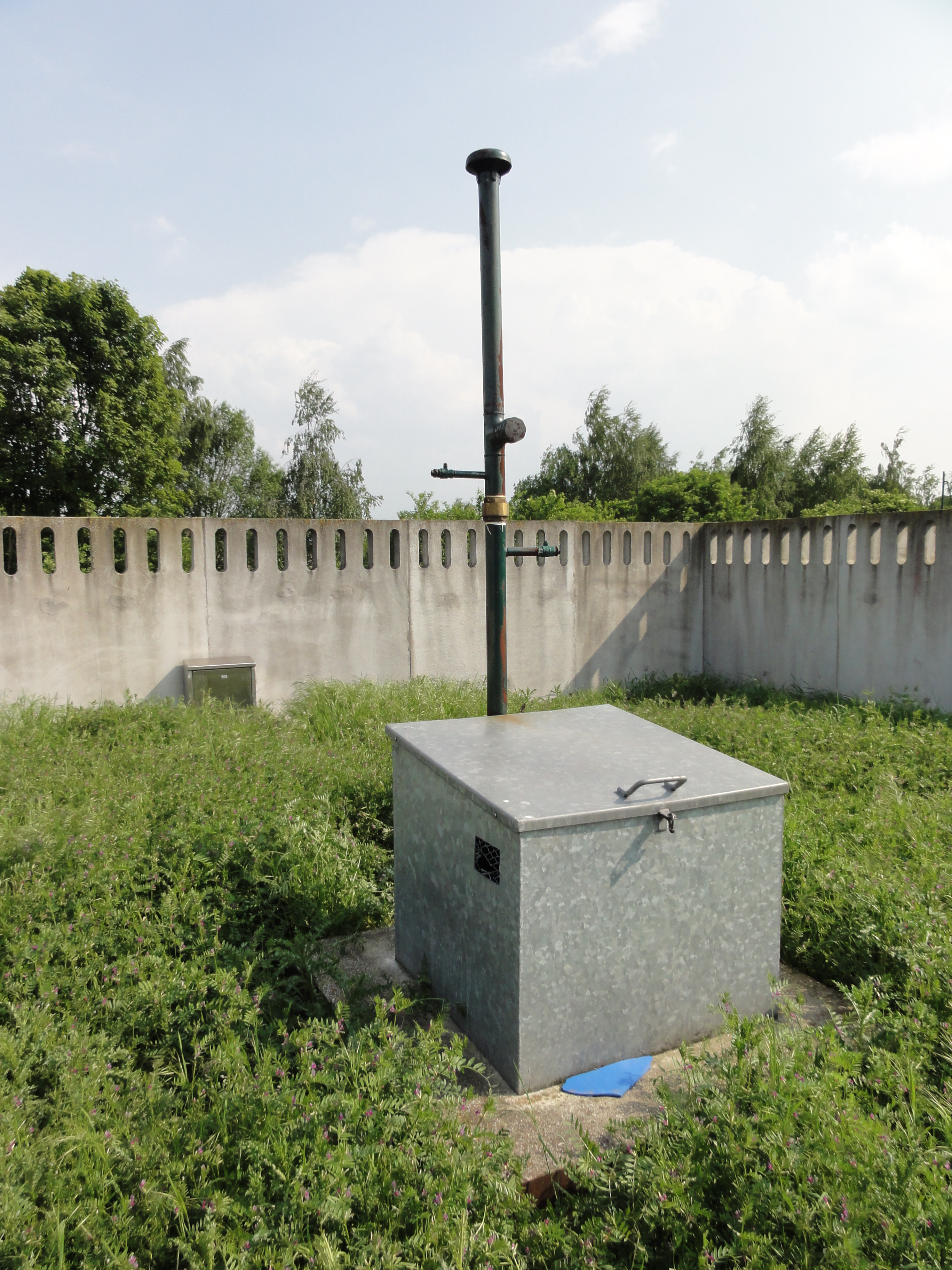
Sondage de décompression.